# Gustavo Cuello
Gustavo Cuello Salinas (El Peñón, IV Región de Coquimbo, Chile, 6 de octubre de 1944) es un exfutbolista chileno. Jugó toda su emblemática carrera como futbolista en el equipo de Cobreloa, en la posición de delantero. Es considerado como un jugador recordado en la institución, ya que fue el primer capitán del equipo de Cobreloa en su historia, y así mismo por su participación y goles que llevaron al equipo a la primera división del Fútbol Chileno.

## Carrera
Previamente a ejercer como jugador profesional, fue un trabajador del campamento minero Chuquicamata, específicamente en el área de Maestranza Central. Donde representaba a la minera en la Selección de Fútbol de Chuquicamata.
En el año 1969 participa en el Campeonato Monumental de Baby-fútbol de Chuquicamata, resultando ser el goleador del campeonato, con 70 anotaciones, récord histórico en campeonatos de este tipo en Chuquicamata y Calama.
Participó exitosamente en 4 Campeonatos nacionales de Fútbol Amateur, siendo:
- Refuerzo de la Selección de Arica en el año 1965.
- Refuerzo de la Selección de Antofagasta en 1970. Equipo Campeón.
- Refuerzo de la Selección de Antofagasta en 1972. Equipo Campeón y coronándose como goleador del campeonato.
- Refuerzo de la Selección de Calama en 1976. Equipo logra el 3° lugar y coronándose como goleador del campeonato.

Inició su carrera profesional en el equipo de Cobreloa, junto con el nacimiento de esta institución. El jugador llegó a la institución mediante pruebas de jugadores, que se efectuaban dentro de las divisiones de Chuquicamata, por el entrenador Fernando Riera en el año 1976, en aquel entonces el jugador tenía 32 años de edad y era el goleador de la Selección de fútbol de Chuquicamata. Al igual que los demás jugadores, realizó la pretemporada en una localidad cercana a Calama, llamada "Las Vertientes".
Debuta en el fútbol profesional, como capitán del equipo de Cobreloa, en el torneo de Copa Chile, el año 1977, el día 6 de febrero, contra el Club Regional Antofagasta, donde el encuentro fue ganado por el equipo por 2 goles contra 0.
- Archivo:Gustavo Cuello con Armando Alarcón.jpg
- Archivo:Gustavo Cuello junto al joven Armando Alarcón.jpg

Su goleadora carrera como jugador profesional, termina apresuradamente en el año 1979. Así mismo se mantuvo ligado al Club por 13 años más. 
En 1988 asume el cargo de ayudante técnico del Club, donde junto con Miguel Hermosilla, logran ser cámpeones del campeonato nacional de ese año. Luego de la exitosa campaña, Miguel Hermosilla deja la banca, quedando Gustavo Cuello como DT de Cobreloa, hasta la llegada de Andrés Prieto, donde vuelve a tomar el cargo de ayudante técnico, hasta el año 1991. Luego en 1992 queda a cargo de la Escuela de Fútbol de Cobreloa y las cadetes juveniles.

## Vida personal
En el año 1997 funda una escuela de fútbol sin fines de lucro “Luis Antonio Cuello Salinas” , en apoyo a los pequeños de su tierra natal, El Peñón.  
Actualmente se encuentra radicado en la IV región de Chile.

- Archivo:Escuela de Fútbol Luis A. Cuello S..jpg